# Цхинвали (футбольный клуб)
«Цхинва́ли» (груз. ცხინვალი) — бывший грузинский футбольный клуб, в статистических источниках рассматриваемый как преемник советского цхинвальского «Спартака». В свой последний сезон домашние матчи проводил в Гори. Наивысшим достижением клуба в чемпионатах Грузии является 14-е место в сезоне 2005/06. В кубках Грузии лучшим результатом является выход в 1/8 финала в сезоне 2004/05.

## Названия
- 1936—1989 — «Спартак».
- 1990 — «Лиахви».
- 1992—2006 — «Цхинвали».

## История
С 1968 по 1970 год цхинвальский «Спартак» провёл 3 сезона в Классе «Б» СССР. В 1990 году, после выхода грузинских команд из чемпионата СССР, клуб под именем «Лиахви» принял участие в первых сезонах самостоятельных чемпионата и Кубка Грузии. Затем из-за проблем политического характера клуб выступления приостановил, возобновив деятельность лишь в 1992 году под названием «Цхинвали».
Самым успешным в истории стал сезон 2005/06, когда клубу удалось сохранить место в Высшей лиге по итогам стыкового матча с 3-й командой Первой лиги. Однако летом 2006 года, перед началом сезона 2006/07, команда была снята с соревнований из-за структурных проблем. По некоторым данным, затем «Цхинвали» провёл сезон в зоне «Центр» любительской Регионули лиги.

## Статистика официальных выступлений

### В первенствах СССР
Приведена статистика цхинвальского «Спартака», в ряде источников рассматриваемого как прямого предшественника «Цхинвали».
| Сезон | Турнир                                                      | Место | И  | В | Н  | П  | М     | О  |
| ----- | ----------------------------------------------------------- | ----- | -- | - | -- | -- | ----- | -- |
| 1968  | 4 зона Класса «Б» (3-й уровень системы лиг)                 | 19    | 40 | 6 | 14 | 20 | 31-59 | 26 |
| 1969  | Закавказская зона Класса «Б» (3-й уровень системы лиг)      | 19    | 38 | 8 | 13 | 17 | 30-48 | 29 |
| 1970  | 1-я подгруппа 2-й зоны Класса «Б» (4-й уровень системы лиг) | 16    | 34 | 7 | 7  | 20 | 25-56 | 21 |

Всего в первенствах СССР:
| Турниров | Игр | Побед | Ничьих | Поражений | Разница мячей |
| -------- | --- | ----- | ------ | --------- | ------------- |
| 3        | 112 | 21    | 34     | 57        | 86-163        |

### В кубках СССР
Приведена статистика цхинвальского «Спартака», в ряде источников рассматриваемого как прямого предшественника «Цхинвали».
| Сезон   | Раунд | И | В | Н | П | М   | Примечание                                  |
| ------- | ----- | - | - | - | - | --- | ------------------------------------------- |
| 1968/69 | 1/16  | 1 | 0 | 0 | 1 | 1-4 | Игры кубка СССР 1968 года были аннулированы |

### В чемпионатах Грузии
С учётом статистики цхинвальского «Лиахви», в ряде источников рассматриваемого как прямого предшественника «Цхинвали».
| Сезон   | Турнир                                | Место | И  | В  | Н | П  | М      | О  |
| ------- | ------------------------------------- | ----- | -- | -- | - | -- | ------ | -- |
| 1990    | Высшая лига                           | 18    | 34 | 0  | 0 | 34 | 11-135 | 0  |
| 1991    | не участвовал                         | -     | -  | -  | - | -  | -      | -  |
| 1991/92 | не участвовал                         | -     | -  | -  | - | -  | -      | -  |
| 1992/93 | не участвовал                         | -     | -  | -  | - | -  | -      | -  |
| 1993/94 | Вторая лига                           | 6     | ?  | ?  | ? | ?  | ?-?    | ?  |
| 1994/95 | Вторая лига                           | 6     | ?  | ?  | ? | ?  | ?-?    | ?  |
| 1995/96 | Группа «Восток»                       | 12    | 36 | 12 | 7 | 17 | 48-44  | 43 |
| 1996/97 | Группа «Восток»                       | 3     | 38 | 25 | 3 | 10 | 84-42  | 78 |
| 1997/98 | Первая лига                           | 6     | ?  | ?  | ? | ?  | ?-?    | ?  |
| 1998/99 | Первая лига. Зона «Б» группы «Восток» | 2     | 26 | 21 | 2 | 3  | 74-16  | 62 |
| 1999/00 | Первая лига. Зона «А» группы «Восток» | 1     | ?  | ?  | ? | ?  | ?-?    | ?  |
| 2000/01 | Первая лига                           | 5     | ?  | ?  | ? | ?  | ?-?    | ?  |
| 2001/02 | Первая лига (1-й раунд)               | 6     | 22 | 11 | 3 | 8  | 42-31  | 36 |
| 2001/02 | Первая лига (2-й раунд)               | 6     | 10 | 0  | 0 | 10 | 25-21  | 0  |
| 2002/03 | Первая лига                           | 6     | ?  | ?  | ? | ?  | ?-?    | ?  |
| 2003/04 | Первая лига                           | 9     | 30 | 13 | 7 | 10 | 45-25  | 46 |
| 2004/05 | Первая лига                           | 7     | 30 | 14 | 4 | 12 | 39-36  | 46 |
| 2005/06 | Высшая лига                           | 14    | 30 | 8  | 3 | 19 | 30-61  | 27 |

### В кубках Грузии
С учётом статистики цхинвальского «Лиахви», в ряде источников рассматриваемого как прямого предшественника «Цхинвали». Исходы и голы указаны по итогам основного и дополнительного времени встреч, без учёта послематчевых пенальти.
| Сезон   | Раунд                          | И | В | Н | П | М   |
| ------- | ------------------------------ | - | - | - | - | --- |
| 1990    | 1/16                           | 2 | 1 | 0 | 1 | 3-4 |
| 1991/92 | не участвовал                  | - | - | - | - | -   |
| 1992/93 | не участвовал                  | - | - | - | - | -   |
| 1993/94 | не участвовал                  | - | - | - | - | -   |
| 1994/95 | не участвовал                  | - | - | - | - | -   |
| 1995/96 | не участвовал                  | - | - | - | - | -   |
| 1996/97 | 1/16                           | ? | ? | ? | ? | ?-? |
| 1997/98 | 1/16                           | 2 | 0 | 1 | 1 | 2-4 |
| 1998/99 | 1/64 (неявка на ответный матч) | ? | ? | ? | ? | ?-? |
| 1999/00 | 1/16                           | ? | ? | ? | ? | ?-? |
| 2000/01 | 1/16                           | ? | ? | ? | ? | ?-? |
| 2001/02 | 1/16                           | ? | ? | ? | ? | ?-? |
| 2002/03 | 1/16                           | 2 | 0 | 1 | 1 | 2-3 |
| 2003/04 | 1/16                           | 2 | 1 | 0 | 1 | 2-2 |
| 2004/05 | 1/8                            | 4 | 1 | 1 | 2 | 3-7 |
| 2005/06 | 1/16                           | 2 | 0 | 2 | 0 | 7-7 |

Команда «Цхинвали-2» в сезоне-2002/03 участвовала в Кубке Грузии.

## Преемственность

### «Спартак»
На территории, контролируемой Южной Осетией, существует команда «Спартак» (Цхинвал), которая тоже претендует на историю советского цхинвальского «Спартака», участие же в грузинских соревнованиях клубов с аффилированными с регионом названиями вызывает недовольство у представителей частично признанной республики. Однако в 1990 году в чемпионате Грузии под именем «Лиахви» играл именно советский цхинвальский «Спартак». В свою очередь, ввиду политических причин, вылившихся в итоге в войну, приведшую к приостановлению деятельности клуба и утрате грузинскими властями (в том числе и футбольными) контроля над территорией изначального базирования команды, вопрос преемственности «Цхинвали» по отношению к «Спартаку»/«Лиахви» не выглядит однозначным.

### «Спартак-Цхинвали»
Иногда в источниках образованный в 2007 году на базе «Цхинвали» клуб «Спартак-Цхинвали» обозначается как его прямой преемник, без разделения истории выступлений команд. По данной версии, клуб «Цхинвали» просто сменил 1 июля 2007 года название на «Спартак-Цхинвали», без учёта того, что после снятия с розыгрыша чемпионата перед сезоном 2006/07 команда затем не выступала ни в каких официальных профессиональных соревнованиях, а новый клуб в сезоне 2007/08 был зачислен сразу в Высшую лигу.